# Заборовка (Чайкинское сельское поселение)
Заборовка — опустевшая деревня в Пеновском районе Тверской области.

## География
Находится в западной части Тверской области на расстоянии приблизительно 26 км на северо-запад по прямой от районного центра поселка Пено.

## История
Деревня была показана на карте 1825 года. В 1859 году здесь было учтено 7 дворов. До 2020 года входила в Чайкинское сельское поселение (Тверская область) Пеновского района до их упразднения.

## Население
Численность населения: 66 человек (1859 год), 2 (русские 100 %) в 2002 году, 0 в 2010.